# Twister (juego)

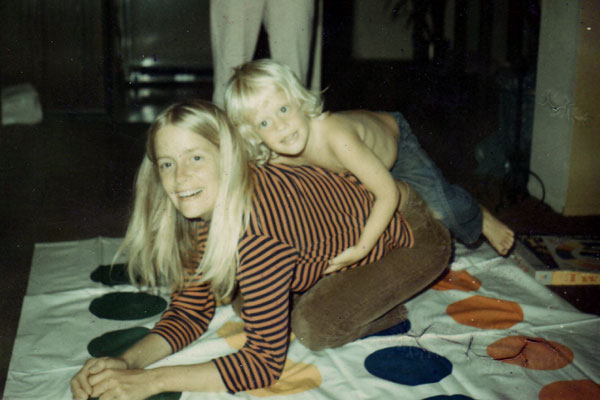
Una partida de Twister.

Twister es un juego de mesa producido por Hasbro.

## Historia y análisis
Cherles F. Foley y Neil Rabens fueron quienes presentaron la patente de Twister, pero el verdadero éxito llegó cuando Eva Gabor jugó junto a Johnny Carson en un programa de televisión el 3 de mayo de 1966. Pero no todo fue fácil en el camino al éxito, ya que el lanzamiento de este juego se vio envuelto en mucha polémica. La empresa que producía el juego, Milton Bradley, fue acusada por sus competidores por vender “sexo en una caja”, lo cual nunca sería aceptado por la sociedad norteamericana de aquella época. No se veía bien que fueran las propias personas las fichas del juego, y se creía que bajo la apariencia inocente de un juego podía haber ideas pecaminosas.
A pesar de que la patente está clara, hubo un conflicto cuando Reyn Guyer afirmó ser él el inventor del Twister. Aseguraba que él ideó el juego mientras trabajaba en la promoción de los Johnson’s Shoe Polish (una marca de zapatos polacos) en la empresa de diseño que poseía su padre. Guyer bautizó a su juego como Pretzel, y fue Bradley quien le cambió el nombre por Twister antes de lanzarlo al mercado.
Sin embargo, no hay ningún registro que asegure que la afirmación de Reyn fuera cierta, ya que nunca llevó adelante la creación de Pretzel, y no existe ninguna patente que lo vincule con Twister. Los únicos nombres que existen relacionados con la patente de Twister son los de Foley y Rabens, y el único vínculo con Guyer, es el hecho de que ellos también trabajaban en la empresa de su padre.

### Twister como fenómeno social
El Twister, al igual que su homólogo el hula hoop, fue uno de los fenómenos de moda en la segunda mitad del siglo XX. En su momento, la enciclopedia Encarta de Microsoft lo catalogaba como un "fenómeno de la industria" que "captura la imaginación del público y se vende por millones". Fue una de las primeras modas dentro de la industria juguetera, y en los EE. UU. vivió un momento de "locura" nacional, en el que todo el mundo quería jugar al Twister. Este juego fue capaz de llegar a todos los grupos de edad, desde adultos a los más pequeños de la casa, y poco a poco se fue extendiendo a nivel mundial. Además, ha sido aceptado por todas las clases sociales, dándole la popularidad de la que aún goza.
La cantante pop Britney Spears promovió una versión exclusiva a principios de 2012.

### Globalización
Twister es un claro ejemplo de cómo la globalización es capaz de influir en la cultura, a través de las diferentes variaciones del juego, que reflejan los elementos de la diversidad cultural. En uno de sus artículos, los sociólogos Ben Carrington, David L. Andrews, Steven J. Jackson y Zbigniew Marzu, afirman que "...las interpretaciones del impacto de la globalización pueden ser clasificadas en dos campos teóricos muy diferenciados: el económico y el cultural". Desde el punto de vista económico, Twister llega a todos los niveles socioeconómicos de la demografía, y no encuentra resistencia cultural en ningún sector, por lo que podemos decir que es un fenómeno fácilmente aceptado a nivel mundial.